# Raúl Silva
Raúl Silva Henríquez – tudi kar Raúl Silva – SDB (*27. september 1907 †9. april 1999) je bil čilski cerkveni dostojanstvenik Katoliške Cerkve, salezijanski duhovnik, škof in kardinal (od 1962). Služil je kot nadškof v Čilskem Santiagu od 1961 do 1983, a kot škof v Valparaísu od 1959 do 1961. Tako kot škof in nadškof je bil odločen zagovornik družbene pravičnosti in demokracije, obenem pa glasen kritik vojaške Pinočetove diktature —"stalni trn v vladini peti".

## Življenjepis

### Mladost in šolanje
Raúl Silva Henríquez se je rodil 27. septembra 1907 v Talcikot šestnajsti od devetnajstih otrok. Njegov oče Ricardo Silva Silva je bil posestnik in podjetnik portugalskega porekla, mati pa je bila Mercedes Henríquez Encina. 
V domačem kraju Talci je hodil v osnovno šolo „Liceo Blanco Encalada“, ki so jo vodili šolski bratje  . Šolanje je nadaljeval  na nemški srednji šoli v Santiagu, ki so jo vodili verbiti. 1923 je diplomiral in se vpisal na Pravno fakulteto Katoliške univerze  (Facultad de Derecho de la Universidad Católica de Chile). Decembra 1929 je diplomiral iz prava. 
Že v tretjem letniku se je odločil za redovniško življenje in sicer najprej v Družbi Jezusovi, a mu je bolj ustrezalo delo za revno in zapuščeno mladino pri salezijancih.
Na Papeški univerzi v Čilskem Santiagu je doktoriral iz cerkvenega prava ter vstopil v salezijanski noviciat 28. januarja 1930. Študije je nadaljeval na Salezijanski papeški univerzi v Turinu in doktoriral iz teologije. Duhovniško posvečenje je prejel v Turinu 3. julija 1938.

### Cerkvene službe
Predaval je v Čilu od 1939 do 1945 in nato postal ravnatelj salezijanskega zavoda La Cisterna. From 1951 to 1959 he headed Caritas Chile while also serving as director as Salesian theological studies.
24. oktobra 1959 ga je papež Janez XXIII. imenoval za škofa v Valparaísu. Škofovsko posvečenje mu je podelil 29. novembra 1959 kot glavni posvečevalec nadškof Opilio Rossi, soposvečevalca pa sta bila nadškof Emilio Tagle Covarrubias in škof Vladimir Borič Črnosija SDB
14. maja 1961 je postal nadškof Santiaga.
Papež Janez XIII. ga je imenoval za kardinala-duhovnika pri San Bernardo alle Terme med konzistorijem 19. marca 1962.

### Medlevicoindesnico
Bil je v dobrih odnosih z vodilnimi industrijalci, podjetniki in vladnimi uradniki, vključno z bodočim diktatorjem desničarskim Avgustom Pinochetom, kakor tudi z bodočim predsednikom levičarskim Salvadorjem Allendejem, čigar marksističnim stališčem je sicer nasprotoval; zaradi njega pa si ni belil glave, saj je bil po njegovem mnenju "vedno pripravljen na pogovor". Nekoč je celo dejal: "V socializmu je več evangelijskih vrednot kot v kapitalizmu." S tem je hotel reči, da se Cerkev od Rerum novarum naprej ne opredeljuje za politične sisteme, ampak za uresničevanje krščanskih načel v praksi.
V Santiagu je hitro zaslovel kot zagovornik daljnosežnih in takojšnjih družbenih sprememb. Kmetom, ki so obdelovali veleposestva v cerkveni lasti, je razdelil zemljo rekoč: "Ta posestva že dolgo služijo Bogu, vendar verjamem, da so potrebe delavcev, ki jih obdelujejo, večje.
Po prvem srečanju med Cerkvijo in prostozidarstvom, ki je bilo 11. aprila 1969 v samostanu Božjega Mojstra v Ariccii, je spodbujal celo vrsto javnih sestankov med visokimi prelati Katoliške Cerkve cerkve in voditelji prostozidarjev.
Ko je 1972 obiskal Čile komunistični predsednik Fidel Castro, mu je Silva podaril 10,000 svetih pisem, da bi jih razdelil na Kubi.

### Drugi vatikanski koncil
Silva se je udeležil vseh štirih zasedanj Drugega vatikanskega koncila od 1962 do 1965. Oktobra 1964 se je pridružil koncilskim očetom, ki so podpisali peticijo, v kateri so papeža Pavla VI. prosili, naj podpre osnutke koncilskih izjav o odnosu Cerkve do Judov in o verski svobodi ter naj se upre nekaterim poskusom, da bi jih oslabili.
Bil je eden od kardinalov volivcev na konklavu 1963, na katerem je bil izvoljen papež Pavel VI.. Sodeloval je tudi na konklavih avgusta  in oktobra 1978, na katerih sta bila izvoljena papeža Janez Pavel I. – ki je vladal kot zadnji Italijan le 33 dni - oziroma Janez Pavel II. – ki pa je papeževal vse do 2005.

### Odnos do oblasti
Silva je izkoristil svoje prijateljstvo z marksistično usmerjenim Allendejem in njegovim nasprotnikom, katoliško usmerjenim Pinochetom, ter je skušal glede na omejene možnosti posredovati: pri prvem omiliti njegovo protiversko usmerjenost in katastrofalno gospodarsko neizkušenost, pri drugem pa obrzdati preganjanje nasprotnikov, ko je vojaška hunta z državnim udarom prevzela oblast 1973 in vladala do 1990. Predsednik Allende in kardinal Silva sta si iskreno do zadnjega na vse kriplje prizadevala za izhod iz splošnega družbenega kaosa in poloma, ki se je končal s tragičnim Allendejevim samomorom. Njegov načrt uvedbe socializma je propadel zaradi njegovih številnih političnih napak, pa tudi zaradi neenotnosti in nedoslednosti zavezništva, ki ga je pustilo na cedilu. Čilsko „ljudstvo je tedaj takoj prepoznalo sidro rešitve v svojem najljubšem pastirju: Raúlu Silvi Henríquezu.“
Sredi spremenjenih razmer je Silva uvidel, da mora biti skrajno previden, da ne bi s kako nepremišljeno potezo položaja še poslabšal; na začetku si je sicer predstavljal, da bo lahko svoje prijateljstvo s Pinochetom izkoristil za umiritev njegove politike; uvidel pa je kmalu, da bi njegov ostrejši nastop lahko imel nasproten učinek in nepredvidljive posledice zlasti za nasprotnike režima; kadar je šlo za blagor bližnjega, je bil vedno pripravljen na pogovor, poniževanje in posredovanje. Zato je tudi na obisku pri papežu Pavlu VI., ki se je ravno pripravljal, da bo povzdignil glas v obrambo človeških pravic v Čilu, odsvetoval kakršnokoli vmešavanje.

### Neustrašen oporečnik in varuh človeških pravic
Treba poudariti, da je po desničarskem prevzemu oblasti v Čilu 11. septembra 1973 kardinal Čilskega Santiaga Raúl Silva Henríquez že od vseh začetkov odkrito obsojal kaznovalno delovanje vojaške hunte pod vodstvom generala Avgusta Pinocheta. V ostrem nasprotju z Argentino (1976-1983) - kjer je cerkveno vodstvo ne le molčalo, ampak z novo oblastjo na tihem sodelovalo - je bilo to stališče katoliške hierarhije v Čilu odločilno za prenehanje vala kratenje človekovih pravic levičarjem in drugim političnim nasprotnikom.
S svojo odločno obrambo človeških pravic – zlasti za vladanja vojaške hunte – je uspešno omilil obračunavanje z nasprotniki in drugače mislečimi. 
Občasno se je neustrašeno oglašal v zvezi z nekaterimi neustreznimi potezami nove oblasti. Kot izkušen diplomat in prepričan kristjan, v svesti si zapletenega položaja in omejenih možnosti, je rešil s svojim uravnoteženim nastopanjem in posredovanjem mnogo - zlasti mladih ljudi - mučenja in smrti. Za Veliko noč je aprila 1974 objavil poslanico, v kateri je med drugim v imenu čilskih škofov obsodil politično preganjanje in gospodarske ukrepe, ki so bremenili revne, ter pozval k pravičnejši gospodarski usmeritvi ter narodni spravi. Pozval je k obnovi demokracije, pomoči žrtvam političnega preganjanja pri iskanju zaposlitve in zagotavljanju pravne pomoči političnim zapornikom. Pinochetovo zatiranje Cerkve je primerjal s tistim, ki so ga zgodnji kristjani trpeli pod poganskimi rimskimi cesarji.
Drugače misleči so bili ustrahovani, zapirani ali izganjani; zato je Cerkev pod njegovim vodstvom postala varuhinja človeškega dostojanstva in znamenje "učinkovitega odpora proti oblastem". Ko je vlada ukinila „Ekumensko skupnost za spodbujanje družbene pravičnosti“, ki jo je ustanovil Silva, jo je naslednji dan ponovno vzpostavil pod drugim imenom kot „Vikariat vzajemnosti“ s sedežem v Santijaški stolnici. Ko je vlada omogočila večjo svobodo in kardinalu dovolila obisk političnih zapornikov, je le-ta zbral pritožbe o vladnih kršitvah človekovih pravic in mučenjih;  to je postalo po Pinochetovem padcu z oblasti podlaga za poročilo, v katerem je bilo naštetih več kot 3000 Čilencev, ki so bili v zaporu ubiti ali so izginili neznanokam. Vladni podporniki so mu grozili s skrunjenjem groba njegovih staršev in streljanjem na njegovo hišo.
Za primero lahko omenimo, da je v Argentini bila na oblasti skoraj istočasno, vendar krajši čas – torej med letoma 1976 in 1983 – prav tako desno usmerjena vojaška hunta, ki pa je vladala s skoraj neomejenim nasiljem, z mučenjp in moritvami  ter "izginila" vsaj desetkrat več ljudi – morda tudi zaradi molka cerkvenega vodstva.
Število žrtev bi bilo nedvomno manjše, če bi argentinsko cerkveno vodstvo – podobno, kot je to delalo v Čilu – povzdignilo svoj glas v obrambo človeških pravic. Nekatere žrtve so obtoževale med drugimi tudi Maria Bergoglia, takratnega provincijala argentinskih jezuitov – a poznejšega papeža Frančiška, da je to vlado podpiral, da je ni obsodil niti z besedico in da ni storil dovolj za zaščito preganjanih; papež pa je v svoje opravičilo dejal, da je deloval „neopazno in v tišini“ in tako marsikoga rešil.

### Mirotvorec
Domnevajo, da je Silva igral ključno vlogo pri prepričevanju vlad Čila in Argentine, da sta papeža Janeza Pavla Velikega prosili za posredovanje v mejnem sporu na Ognjeni zemlji in se tako izognili grozečemu vojaškemu spopadu leta 1978.Iz tega je očitno, da sta vojaški hunti priznavali vpliv in ugled Katoliške Cerkve in zlasti njenega poglavarja papeža kot samo po sebi umevno avtoriteto, saj se tako posredovanje ni zgodilo prvič v zgodovini.

### Zaslužni nadškof
Ko je dopolnil 75 let življenja, je po cerkvenih predpisih moral ponuditi svoj odstop in papež Janez Pavel II. ga je sprejel 29. septembra 1982, a službo je zapustil 3. maja 1983, ko je bil več kot 22 let nadškof in primas, obenem pa predsednik Čilske škofovske konference. Nasledil pa ga je nadškof Juan Francisco Fresno. Nato je več kot deset let deloval kot duhovni direktor v Malem papeškem semenišču in na „Inštitutu za humanistiko Luis Campino“. Kot nadškof je služil enaindvajset let.
Pinochetova žena Lucía Hiriart je pozdravila njegov odstop z besedami: "¡Al fin Dios nos ha escuchado!" ("Končno nas je Bog uslišal!"). Ko so čilski cerkveni dostojanstveniki naslednji mesec obzirno izrazili nestrinjanje s Pinochetovim načinom vladanja, so pozivali k narodni spravi; opustili pa so Silvove že običajne neposredne besedne napade na vlado in njegove pozive k takojšnji uvedbi demokracije.
Ko je 1986 Čile obiskal ameriški senator Edvard Kennedy, ki je leta 1976 predlagal ameriško zakonsko dopolnilo o prepovedi vojaške pomoči Čilu in kritiziral čilsko hunto, se je Silva z njim srečal; njegov naslednik na nadškofijskem sedežu Juan Francisco Fresno pa ga ni sprejel.

### Nagrade
Prejel je številna odlikovanja, vključno s tistimi vlad Nemčije, Portugalske, Peruja, Dominikanske republike in Paname. Častne doktorate je prejel na Katoliški univerzi v Čilu (1962), Iona Collegeu (ZDA, 1962), Univerzi Georgetown (ZDA, 1963), Univerzi v Panami (1977), Williams Collegeu (ZDA, 1977) ter univerzah Dale in Notre Dame v Združenih državah Amerike. Njegovo delo na področju varstva človeških pravic mu je prineslo priznanje „Latinskoameriškega judovskega kongresa“, ki mu je 26. februarja 1972 podelil Nagrado za človekove pravice za leto 1971.
Decembra 1978 je bil odlikovan Silvov "Vikariat vzajemnosti" in je prejel Nagrado Združenih narodov na področju človekovih pravic 
1984. leta pa je Raul Silva prejel Nagrado Bruna Kreiskyja za zasluge na področju človekovih pravic.
1988 je ustanovil Akademijo krščanskega humanizma, ki je je zasebna univerza; njeni začetki segajo v leto 1975, ko je bila ustanovljena Akademija pod vodstvom kardinala Silva, katere namen je bil druženje izobražencev za razpravljanje o politiki, družbi, gospodarstvu in kulturi.

## Bolezen, smrt in pogreb
Kardinal Silva je proti koncu življenja bolehal za Alzheimerjevo boleznijo; umrl je zaradi srčnega napada v "Salezijanskem domu za onemogle" v La Floridi v starosti 91 let. Pokopan je v Santijaški stolnici. Z njegovo smrtjo je kardinal Franz König ostal edini preživeli od kardinalov, ki ga je odel v škrlat Janez XXIII. Čilska vlada je razglasila petdnevno žalovanje. Predsednik Eduardo Frei je dejal, da je Silvova smrt prizadejala "globoko bolečino celotnemu narodu".
The Guardian je objavil njegovo osmrtnico pod naslovom: »Pinochetov vznemirjajoči duhovnik«; množica pa je na njegovem pogrebu vzklikala: 
| Raúl amigo                            | Raul friend                             | Prijatelj Raul                       |
| ------------------------------------- | --------------------------------------- | ------------------------------------ |
| »Raul, amigo, el pueblo esta contigo« | „Raul, friend, the people are with you“ | „Prijatelj Raul, ljudstvo je s tabo“ |